# Nazo no Kanojo X
Nazo no Kanojo X (謎の彼女X Nazo no Kanojo Ekkusu?, lit. Novia misteriosa X) es una serie de manga escrita e ilustrada por Riichi Ueshiba. Originalmente se publicó como una historia one-shot en 2004, y en el año 2006 comenzó a ser publicada de forma serializada en la revista Afternoon de Kodansha. En el año 2012 se anunció una adaptación al anime realizada por Hoods Entertainment, emitida desde el 7 de abril al 30 de junio de 2012, además de una OVA lanzada el 23 de agosto de 2012.

## Trama
Cuando un muchacho descubre qué es el sexo, sin dudas en lo primero que piensa es quién será la primera chica que lo hará con él.
Preludio de Nazo no Kanojo X.

La historia comienza con la llegada de Urabe Mikoto, una nueva estudiante transferida de otra escuela, a la clase de Tsubaki Akira. A Urabe se le asigna el asiento junto a Tsubaki, quien a pedido de la maestra tendrá la tarea de guiarla durante los primeros días. Urabe inmediatamente revela su carácter tímido e introvertido, y rechaza cualquier intento de sociabilización por parte de sus compañeros de clase. De hecho, durante el descanso, Urabe prefiere dormir en su escritorio en lugar de hablar con otros. Después de estallar en carcajadas repentinamente en medio de la clase, Urabe es etiquetada definitivamente como una persona rara y rechazada por todos.
Un día, Tsubaki se entretiene jugando hasta bien entrada la tarde con sus amigos en el patio del colegio; cuando regresa a clase para buscar sus cosas e irse a casa, descubre a Urabe dormida en el escritorio. Cuando el cuidador está a punto de cerrar las puertas de la escuela, el joven despierta a la niña para advertirle y se sorprende al ver su hermoso rostro, generalmente cubierto con largos mechones de cabello, por un momento. 
Después de estar solo, Tsubaki se da cuenta de que queda un poco de saliva de la muchacha en el pupitre e, instintivamente, la prueba llevándosela a la boca. Al darse cuenta de lo que ha hecho, vuelve a casa avergonzado, y durante la noche tiene un sueño extraño en el que se encuentra bailando con Urabe.
Unos días después, durante la lección de educación física, Tsubaki de repente se siente mareado y cae al suelo; le diagnostican una gripe normal. Sin embargo, la fiebre no da señales de disminuir a pesar del paso de los días y el cuidado de su hermana mayor, Yōko. Inesperadamente, Urabe decide visitar a Tsubaki a su casa y, con la excusa de entregarle unos apuntes escolares importantes, logra colarse sola en su habitación. Urabe le pregunta a Tsubaki si por casualidad probó su saliva, y luego de recibir una silenciosa admisión de culpa, Urabe se moja el dedo con saliva y le pide que se la lama. 
En cuestión de segundos, la fiebre baja y Tsubaki se siente mejor. Urabe luego le explica que desde que había probado su saliva unos días antes, se apoderó de una "fiebre de amor", lo que provocó la aparición de síntomas de abstinencia; entonces se despide de Tsubaki.
Gracias a la recuperación repentina, Tsubaki puede regresar a clases. Al llegar a casa por la tarde se encuentra con Urabe esperándolo en el camino y le propone ir a casa juntos, y una vez más recibe su "ración" de saliva del dedo de Urabe, antes de separarse de ella. 
A partir de ese día, esta rutina secreta se seguirá todos los días: los dos estudiantes, de hecho, al salir de la escuela, toman caminos diferentes para no ser vistos juntos por los compañeros de clase y se encuentran en un sugerente paso elevado al aire libre, para luego dividirse nuevamente y regresar a sus hogares. Durante una de estas reuniones, Tsubaki se entera de que Urabe siempre está sosteniendo un par de tijeras metida en el borde lateral de sus bragas, que es capaz de usar con increíble precisión y habilidad, y de la que casi nunca se separa.
A medida que pasa el tiempo, Tsubaki se da cuenta de que está realmente enamorado de Urabe, como ya fue "diagnosticado" anteriormente por la chica, y declara sus sentimientos. Cuando Urabe le pide que demuestre su deseo de formar una pareja con un enfoque especial, Tsubaki le muestra una fotografía que guardaba en su billetera que muestra a Aika Hayakawa, una amiga suya de la escuela secundaria por la que tuvo un enamoramiento secreto que duró tres años, y la destroza con las tijeras de Urabe. Esta demostración de amor golpea a Urabe en el corazón, quien gustosamente acepta convertirse en su prometida.
A medida que avanza su relación, Tsubaki descubre que el vínculo especial que existe con Urabe les permite comunicar sus sentimientos y emociones a través de la saliva; Urabe también parece poder establecer una especie de conexión telepática con Tsubaki y percibir sus pensamientos y sueños, siempre por medio de la saliva. La historia continúa describiendo los pasos más importantes y el desarrollo de su vida en pareja, que evoluciona gracias a la comparación con otros compañeros de escuela (Ayuko Oka y Kōhei Ueno) y se complica por el regreso de Aika a la escena.

## Personajes

### Principales

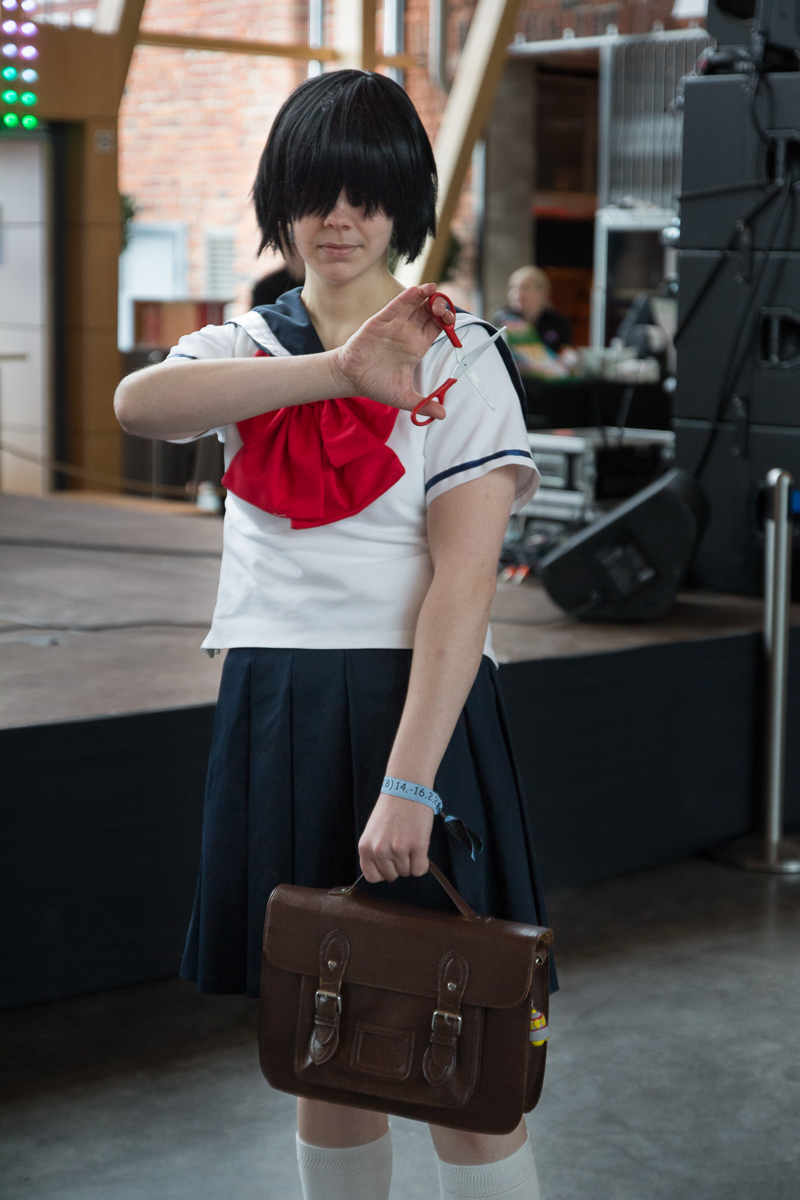
Cosplayer de Mikoto Urabe en Finlandia, 2014

Tsubaki Akira
Seiyū: Miyu Irino 
Un chico de segundo año de instituto que no destaca por nada en particular y vive una vida normal, pero que cambiará con la entrada de Urabe en su vida. Aunque en un principio no reconoce en ella más que a una persona taciturna y fría, pronto descubrirá que las cosas no son lo que parecen o al menos no son de la forma que él cree que lo son, donde la saliva de la chica será el detonante de todo. Akira movido por la curiosidad la toma, quedando después sorprendido por su acción pero a la vez no le da importancia hasta caer misteriosamente enfermo.
No tardará en descubrir de la mano de Urabe que padece una especie de síndrome de abstinencia hacia su saliva, donde ella se refiere a que "está enfermo de amor". Por lo tanto, necesita de su saliva para seguir "sano".
La situación les llevará a convertirse en unos novios atípicos. Akira considera que no son tales porque Urabe apenas muestra acercamiento, pero ella le demostrará que la saliva es algo más que la solución de su abstinencia, que es una forma de comunicarle sus emociones y deseos. Akira es muy posesivo con Urabe, odiando cuando los chicos se interesan en ella y deseándola solo para él.
Mikoto Urabe (卜部美琴 Urabe Mikoto?)
Seiyū: Ayako Yoshitani 
La nueva chica dentro de la clase. De aspecto desaliñado y taciturno, no desea relación alguna con el resto de sus compañeros. en resumen se vuelve una persona "asocial". A pesar de eso nadie diría que es en absoluto una persona fuera de lo normal, o al menos eso pensaba Akira antes de conocerla bajo extrañas circunstancias.Dice no necesitar de otras personas porque ya tiene a Akira, aun así, su relación con Oka es bastante cercana
Su saliva creó un vínculo misterioso y fuerte entre ella y Akira, y a medida que transcurre el tiempo, le demuestra a su "novio" que no solo posee una habilidad fuera de lo común creando figuras con las tijeras que lleva sujetas de la ropa interior, sino que además sabe darle más de un uso a su "saliva". Con ésta puede transmitir sus emociones y además transmitir sus deseos o recrear en sueños los de Akira.
No soporta ver que ha dañado a los demás cuando pierde el control de sus tijeras. Aunque parezca una persona muy fría, lo cierto es que tiene su forma "especial" de mostrar sus celos cuando Akira se interesa por otras chicas (como las de revista, o cuando volvió la chica de la que estaba enamorado en secundaria). De hecho, su relación con Akira es importante para ella, pero no lo demuestra la forma común.
Apenas empezaban los recreos Urabe se quedaba dormida, hasta que Oka (Compañera de clases) le ofrece almorzar con ella, Urabe lo rechaza pero al oler y probar la comida de Oka le entra el apetito, así empezó a almorzar junto a Oka en los recreos.
También comparte un "vínculo" de saliva junto a Oka.

### Instituto Kazamidai
Ayuko Oka (丘歩子 Oka Ayuko?)
Seiyū: Ryō Hirohashi 
Solo mide 143cm pero su cuerpo está muy desarrollado. Akira la encontró besándose con Ueno en clase aunque a ella no pareció importarle. Se volvió muy cercana a Urabe, llegando a considerarla una amiga.
Kouhei Ueno (上野公平 Ueno Kouhei?)
Seiyū: Yūki Kaji 
Amigo de Tsubaki, el cual ha estado saliendo con Oka desde hace un año. A menudo suele hablarle a Akira de su relación con Oka, a la vez que Akira toma ideas nuevas para aplicarlas con Urabe. Ueno es muy posesivo en lo que se refiere a salir con Oka, como por ejemplo que no le deja a ella usar ropa muy reveladora o llevarla a la playa, ya que a pesar de su estatura ella posee un cuerpo muy bien desarrollado, lo cual provoca la ira de este.
Ogata (尾形?)
Seiyū: Takahiro Mizushima 
Compañero de clases de Tsubaki y Urabe, el cual destaca por ser bueno en el fútbol y ser muy popular con las chicas. Él se siente atraído por la naturaleza misteriosa de Urabe, por lo que le pide caso pueden salir juntos (El noviazgo entre Urabe y Tsubaki es secreto para el resto de sus compañeros). A causa de ello, ella le pide un día para pensarlo. Al día siguiente este le pide hacer lo mismo que hace con Tsubaki, para ver si tenía el mismo tipo de conexión que con él, pero no sucede nada, por lo que él es rechazado.
Matsuzawa (松沢?)(Manga)
Estudiante de primer año, compañera de Tsubaki en el club de cine. Ella siente cierta simpatía hacia él ya que comparte gustos similares en lo que a cine se refieren, gusto que algunos considerarían como "raros".

### Otros
Yōko Tsubaki (椿陽子 Tsubaki Yōko?)
Seiyū: Misato Fukuen 
La hermana mayor de Akira a la que le gusta realizar las tareas del hogar. Ella cuidaba de Akira cuando su madre no estaba y ahora es como una madre para él.
Aika Hayakawa (早川愛香 Hayakawa Aika?)
Seiyū: Yū Shimamura 
Compañera de Tsubaki durante la secundaria. Ella fue el primer amor de Tsubaki, de la cual estuvo enamorado durante los 3 años de secundaria, pero nunca tuvo el valor de confesarle esos sentimientos, aunque ella era consciente de ello. Después de graduarse, ellos no se ven más a causa de que ella se fue a estudiar a un instituto femenino. Juega un papel importante en el momento de la confesión de Tsubaki a Urabe (Éste rompe una foto de Hayakawa para demostrar que solo amaba a Urabe y no pensaba ya en ese amor no correspondido). Reaparece más tarde en la historia, con un cambio de peinado, intentando conquistar a Tsubaki, a pesar de saber que este ya tenía novia. Pero debido a varios suceso en los que se vieron involucrados Tsubaki, Hayakawa y Urabe, se vio que ella solamente buscaba a Tsubaki ya que era el único que se había enamorado de ella, en los otros casos ella era la que se enamoraba de sus novios, que luego terminaban la relación con ella. Al final gracias a Urabe, ella se da cuenta de sus verdaderos sentimientos y se reconcilia con su novio.
Momoka Imai (今井百夏 Imai Momoka?)(Manga)
Famosa ídol en el manga, quien tiene un enorme parecido a Urabe, a diferencia de tener un pelo de tono más claro tirando al marrón, y un pecho más pequeño, aparte de que su personalidad es algo más energética y alegre. Descubre el gran parecido que comparten ella y Urabe, y decide intercambiar sus vidas durante un periodo de tiempo, pues Momoka por su ajetreada vida como ídol, no ha vivido realmente como una chica normal. A pesar de esto, Mikoto lo rechaza en primer momento, pero por un malentendido, acaban intercambiando sus roles con un Tsubaki ajeno totalmente a la situación. Después de terminar el arco de Imai Momoka, esta se despide, intentando besar a Tsubaki.

## Media

### Manga
Los orígenes de este manga se remontan a 2004, cuando Riichi Ueshiba esbozó una historia autoconclusiva que se publicó en la revista Gekkan Afternoon, de la editorial japonesa Kōdansha, en octubre de ese año. El autor no continuó el proyecto inmediatamente y durante casi dos años estuvo privado de ideas, hasta que retomó Nazo no Kanojo X en 2006, ahora con un ligero rediseño de Mikoto Urabe.
Comenzó a serializarse en Afternoon desde el 24 de agosto de 2006. La publicación finalizó el 25 de septiembre de 2014 con el duodécimo volumen. La versión en inglés (Mysterious Girlfriend X) para el mercado norteamericano fue distribuida por Vertical, combinando los tankōbon originales de dos en dos, para un total de seis volúmenes.

### Novela ligera
El 1 de junio de 2012, en el período entre el lanzamiento de los volúmenes 8 y 9 del manga, Kōdansha publicó una novela ligera titulada Nazo no shōsetsu-ban (謎 の 小説 版). La historia está escrita por Chihaya Satō e ilustrada por Riichi Ueshiba, y gira en torno a un misterioso cordón capaz de garantizar que una pareja permanezca unida para siempre, siempre y cuando uno de los dos novios se lo dé al otro y este último no se dé cuenta de sus poderes mágicos.

### Anime
Una adaptación de anime de Hoods Entertainment se emitió en Japón entre el 7 de abril de 2012 y el 30 de junio de 2012, y fue transmitida simultáneamente por Crunchyroll. Se lanzó un OVA con el noveno volumen del manga el 23 de agosto de 2012. La serie obtuvo la licencia en Norteamérica de Sentai Filmworks y comenzó a transmitirse en Anime Network y Hulu 31 días siguientes a su fecha de emisión. Sentai Filmworks lanzó una caja que contiene los trece episodios en Blu-ray y DVD el 11 de junio de 2013. El opening es «Orchestra of Love» de Ayako Yoshitani, mientras que el ending es «Afterschool Promise» de Yoshitani. Hanabee Entertainment lanzó un doblaje en inglés en Australia el 5 de junio de 2013. 

#### Episodios
| #   | Título                                                                                     | Estreno              |
| --- | ------------------------------------------------------------------------------------------ | -------------------- |
| 1   | «Una chica misteriosa» «Nazo no Kanojo» (謎の彼女)                                         | 7 de abril de 2012   |
| 2   | «Vínculo misterioso» «Nazo no Kizuna» (謎の絆)                                             | 14 de abril de 2012  |
| 3   | «El misterioso tubo de ensayo» «Nazo no Shikenkan» (謎の試験管)                            | 21 de abril de 2012  |
| 4   | «El misterioso encuentro de chicas» «Nazo no Gāru-mītsu-gāru» (謎のガール・ミーツ・ガール) | 28 de abril de 2012  |
| 5   | «La misteriosa primera cita» «Nazo no Fāsuto Dēto» (謎のフャーストデートi)                 | 5 de mayo de 2012    |
| 6   | «Un misterioso paso adelante» «Nazo no Suteppu Appu» (謎のステップ・アップ)                | 12 de mayo de 2012   |
| 7   | «Un misterioso resfriado» «Nazo no Hayarikaze» (謎の流行風邪)                              | 19 de mayo de 2012   |
| 8   | «Una sensación misteriosa» «Nazo no Kankaku» (謎の感覚)                                    | 26 de mayo de 2012   |
| 9   | «Eso es “un tanto” misterioso» «Nazo no “Nandaka Chotto”» (謎の「なんだかちょっと」)       | 2 de junio de 2012   |
| 10  | «Una aventura misteriosa» «Nazo no Abanchūru» (謎のアバンチュール)                         | 9 de junio de 2012   |
| 11  | «El misterioso festival escolar» «Nazo no Bunkasai» (謎の文化祭)                           | 16 de junio de 2012  |
| 12  | «Un misterioso “salto”» «Nazo no “Gyu”» (謎の「ぎゅっ」)                                   | 23 de junio de 2012  |
| 13  | «Novio y novia misteriosos» «Nazo no Kanojo to Kareshi» (謎の彼女と彼氏)                   | 30 de junio de 2012  |
| OVA | «El misterioso festival de verano» «Nazo no Natsu Matsuri» (謎の夏祭り)                    | 23 de agosto de 2012 |